# La Chapelle-Thouarault
Chapelle-Thouarault (bret. Bredual) – miejscowość i gmina we Francji, w regionie Bretania, w departamencie Ille-et-Vilaine.
Według danych na rok 1990 gminę zamieszkiwało 1975 osób, a gęstość zaludnienia wynosiła 259 osób/km² (wśród 1269 gmin Bretanii Chapelle-Thouarault plasuje się na 321. miejscu pod względem liczby ludności, natomiast pod względem powierzchni na miejscu 924.).